# Mavuba
Mavuba är ett vattendrag i Burundi.   Det ligger i provinsen Ngozi, i den norra delen av landet, 80 kilometer nordost om huvudstaden Bujumbura.
Omgivningarna runt Mavuba är en mosaik av jordbruksmark och naturlig växtlighet. Runt Mavuba är det tätbefolkat, med 570 invånare per kvadratkilometer.